# کریستر اشترومهولم
کریستر اشترومهولم (انگلیسی: Christer Strömholm; ۲۲ ژوئیهٔ ۱۹۱۸ – ۱۱ ژانویهٔ ۲۰۰۲) عکاس، و نقاش اهل سوئد بود.
وی همچنین برندهٔ جوایزی همچون جایزه هاسلبلاد شده‌است.